# Cocotropus roseomaculatus
Cocotropus roseomaculatus är en fiskart som beskrevs av Imamura och Wataru Shinohara 2004. Cocotropus roseomaculatus ingår i släktet Cocotropus och familjen Aploactinidae. Inga underarter finns listade i Catalogue of Life.